# Граничен град
„Граничен град“ (на английски: Bordertown) е американско-английски филм, сниман в САЩ и Мексико от 2006 г.
В главните роли са номинирани за „Златен глобус“ Дженифър Лопес, Антонио Бандерас и носителят на „Златен глобус“ и „Еми“ Мартин Шийн.